# Augustin-Félix-Elisabeth Barrin La Galissonnière
Pour les autres membres de la famille, voir Famille Barrin.
Augustin-Félix-Élisabeth Barrin, comte La Galissonnière, né le 19 décembre 1741 au Château de Pescheseul, à Avoise, mort le 2 mars 1828, Paris, est un général et homme politique français. Il est le dernier sénéchal de l'Anjou nommé avant la Révolution française. Il représente la Noblesse de l'Anjou lors de la réunion des États généraux de 1789.

## Biographie
Fils de Charles-Vincent Barrin, marquis de La Galissonnière (né en 1699 ; son propre père Jacques V François Barrin de La Galissonnière, fils de Jacques IV Barrin, neveu de Rolland et petit-fils de Jacques III Barrin Ier marquis de La Galissonnière en 1658, était le cousin germain du deuxième grand marin de la famille), et de Marie-Anne-Madelaine de Jacque(s) de La Borde (née en 1712 ; Charles-Vincent Barrin l'avait épousée en 1730), il entre tout jeune dans la marine, va à Québec rejoindre son oncle l'amiral et est fait prisonnier à Belle-Île.
De 1761 à 1762, il fut capitaine de dragons dans le régiment de Languedoc et fait en cette qualité les deux dernières campagnes de Hanovre.
Colonel de la légion de Flandre le 3 janvier 1770, puis en 1779, officier d'état-major de l'armée destinée à opérer une descente en Angleterre, enfin le 9 mars 1788 il est promu maréchal de camp. Il est nommé le 3 mars 1789, grand sénéchal d'épée héréditaire des cinq sénéchaussées de l'Anjou et du Saumurois le 16, président de l'ordre de la noblesse et le 1er avril, après trois scrutins, premier député de la noblesse aux États généraux pour la sénéchaussée d'Angers. 
Le chevalier, comte de la Galissonnière, le 18 mars 1789 présida, comme « Seigneur de la sirerie et principauté de Pescheseul » et « grand sénéchal d’épée héréditaire des cinq sénéchaussées de la province d’Anjou et pays Saumurois » l’assemblée de la noblesse d’Anjou.
Il siége au côté droit de l'Assemblée, vote contre les plans financiers de Necker, contre la déclaration des droits de l'homme, contre la vente des biens du clergé, contre le changement du drapeau, contre la constitution civile du clergé, et s'associe à toutes les protestations de la minorité. Parent éloigné de madame de Pompadour, il doit abandonner quelques-unes de ses propriétés d'Anjou à Latude qui lui intente un procès pour sa longue incarcération à la Bastille.
Il émigre en 1792, et commande l'avant-garde de l'armée des princes.
Rentré en France à l'époque du Consulat (1801). il est élu le 10 août 1810, par le Sénat conservateur, député de Maine-et-Loire au Corps législatif, et est porté candidat au Sénat et à la présidence du Corps législatif.
En 1812 il se rallie à l'opposition dirigée par Lainé, et est nommé par la première Restauration le 13 août 1814, lieutenant-général, et le 23 août, commandeur de l'ordre de Saint-Louis. Il est fait officier de la Légion d'honneur le 18 février 1815.

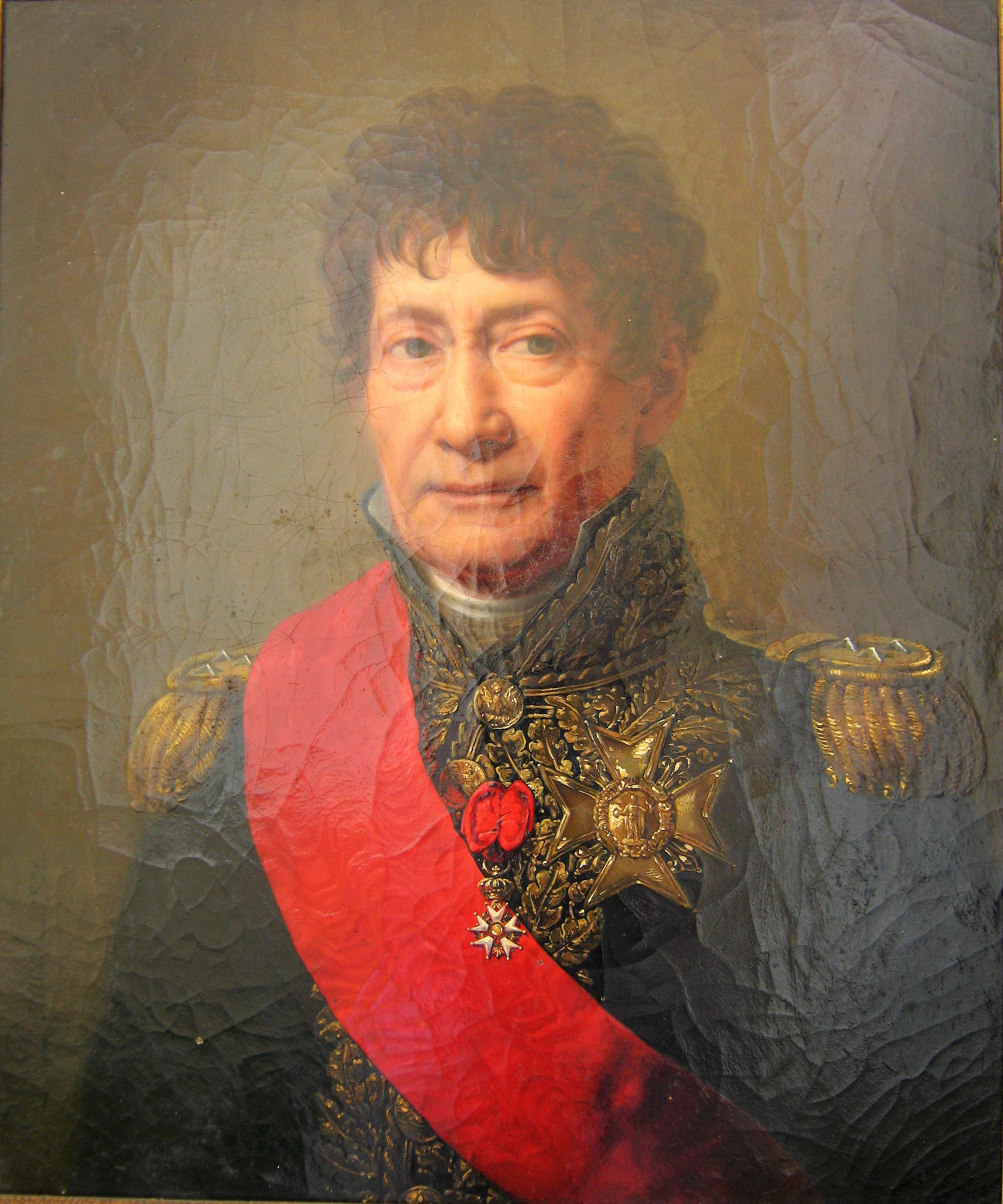

Son portrait est réalisé en 1821 par Pierre Louis Delaval 
Il ne fait pas partie d'autres assemblées.

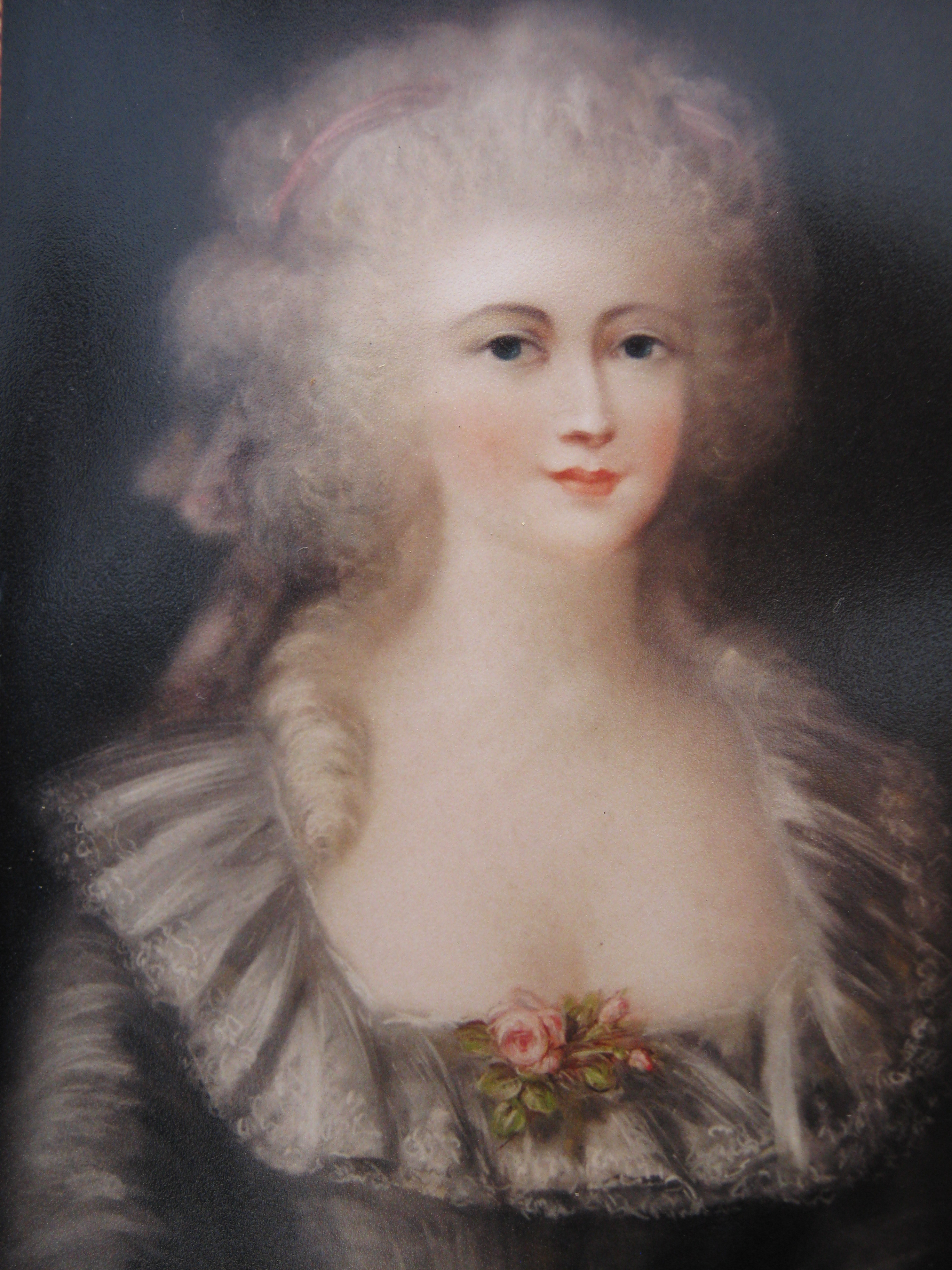

Il était l'époux de Jeanne-Charlotte Poisson de Malvoisin , filleule de la Marquise de Pompadour (dont elle héritera) et de Monseigneur Charles de Rohan, Prince de Soubise, compagnon et protégé du Roi. Il était le beau-père de Jacques-Henri-Gabriel de Bellissen.

## Sources
- « Augustin-Félix-Elisabeth Barrin La Galissonnière », dans Adolphe Robert et Gaston Cougny, Dictionnaire des parlementaires français, Edgar Bourloton, 1889-1891 [détail de l’édition]